# Средняя Переяславская улица
Сре́дняя Переясла́вская у́лица — улица в центре Москвы в Мещанском районе Центрального административного округа между проспектом Мира и Пантелеевской улицей.

## Происхождение названия
Возникла вначале как Красносельский проезд, в названии которого сохранялось имя находившегося здесь дворцового Красного Села (красное здесь, видимо, означает «красивое») известного по документам с 1423 года. Современное название улица получила в начале XIX века по находившейся здесь с XVII века Переяславской ямской слободе, которая была названа по городу Переславлю-Залесскому, куда ямщики перевозили грузы и пассажиров.

## Расположение
Средняя Переяславская улица начинается справа от проспекта Мира, проходит на восток, пересекает Банный переулок (справа), Малую Переяславскую улицу (слева), Большую Переяславскую и Пантелеевскую улицы и выходит к железнодорожным путям Алексеевской соединительной ветки (здесь проходит перегон «Каланчёвская»—«Ржевская»).

## Учреждения и организации
- Дом 20А — издательство «Прима-Пресс-М»;
- Дом 25/56 — Государственное ремонтно-строительное предприятие «Переяславское».

## См.также
- Банный переулок
- Большая Переяславская улица
- Малая Переяславская улица
- Пантелеевская улица
- Переяславский переулок